# Motogiro d'Italia
El Motogiro d'Italia (oficialmente Giro Motociclistico d’Italia de 1914 a 1931 y Giro d’Italia Motociclistico de 1953 a 1957) es un evento de motociclismo que se celebró diez veces en Italia de 1914 a 1957. Este se realizaba por etapas entre ciudades italianas de manera circular.

## Historia

### Orígenes (1901)
El Motogiro d'Italia tiene sus orígenes en el año 1890, cuando en Europa se empezaron celebrar carreras de automóviles. Este concepto incluía a todos los vehículos de motor: coches, motocicletas, triciclos, voiturette, etc. En 1901 tuvo lugar el primer Giro Automobilistico d’Italia que ganó Felice Nazzaro en un Fiat 8 HP.

### Primer Motogiro d'Italia, 1914
El primer Giro d'Italia exclusivo para motos fue organizado en 1914 por la revista Gazzetta dello Sport y la sociedad deportiva Unione Sportiva Milanese. La carrera se hizo famosa por la cobertura extensiva de los medios, tanto nacionales como internacionales. Contaba con 56 participantes, de los cuales 18 llegaron a la meta por varias dificultades. Se consideró una carrera muy exitosa, por el gran número de espectadores que atrajo a lo largo del recorrido. El ganador de la carrera fue Oreste Malvisi, que realizó los 2378 km de recorrido desde Milán pasando por Roma, Ancona, Údine, Savona, Turín y de vuelta a Milán, en una motocicleta Ariel. Las motos que acabaron la carrera fueron recibidas y expuestas en la primera Exposición Internacional de Bicicletas, Motocicletas y Accesorios de Milán (EICMA).

### Carreras de 1923 a 1926
El comienzo de la Primera Guerra Mundial pospone la segunda edición del Motogiro hasta el año 1923. Esta vez hubo 53 participantes en un recorrido de aproximadamente 2500 km que otra vez comenzaba y acababa en Milán. El ganador fue Guido Mentasti en una Moto Guzzi, el primero de los 7 pilotos en pasar la meta. La carrera de 1926 fue la última en celebrarse hasta 1953, una interrupción debida a las políticas de Mussolini.

### Carreras de 1953 a 1957

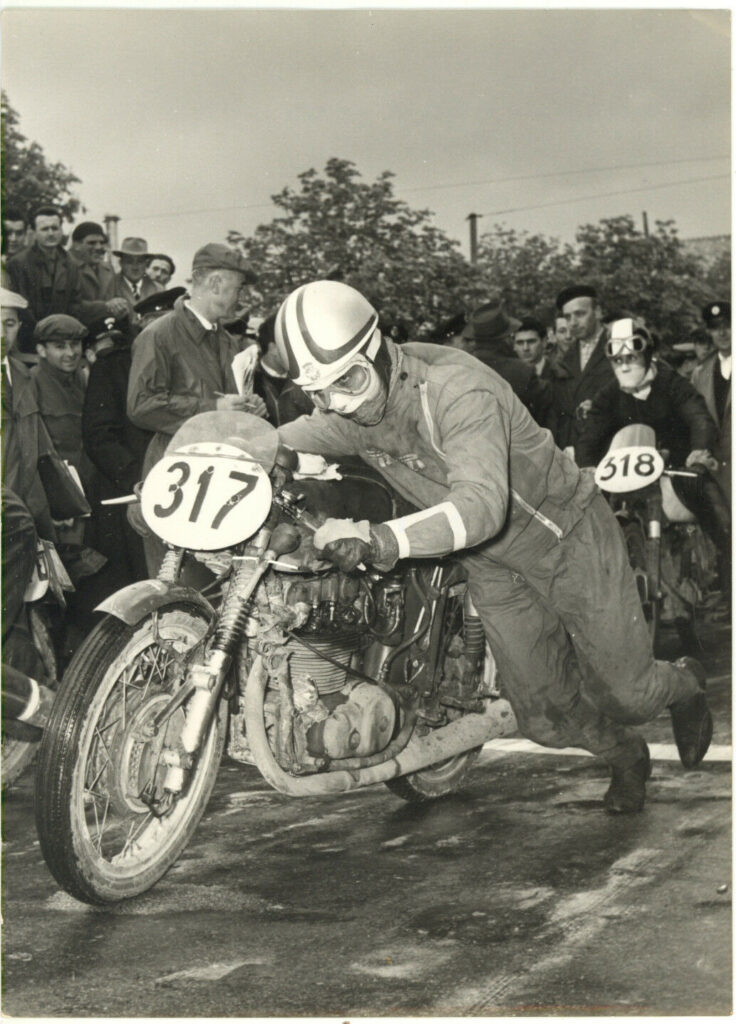
Remo Venturi en el MotoGiro de 1955 con su MV Agusta Bialbero

La primera edición durante la posguerra se llevó a cabo en 1953 por la Federazione Motociclistica Italiana y el periódico deportivo Lo Stadio. Esta edición se dividió en cuatro categorías divididas por cilindrada de motocicletas monocilíndricas (50 cm³, 75 cm³, 125 cm³ y 175 cm³) y participaron las siguientes marcas de motocicletas: Ducati, Gilera, MotoBi, Moto Guzzi, Mival, Beta, Maserati, Laverda, Bianchi, Mondial, Perugina, Moto Morini, Parilla, Benelli, y MV Agusta. Durante los años 1953 y 1956, hubo en total diez víctimas mortales - ocho conductores y dos espectadores. El grave accidente durante la Mille Miglia el día 12 de mayo de 1957, en el que fallecieron Alfonso de Portago y diez espectadores, provocó una prohibición de las carreras por vía pública en Italia, lo que acabó con el Motogiro.

### De 1989 hasta hoy
El "nuevo" Motogiro d'Italia es un evento conmemorativo organizado por la Federación de Motocicletas Italiana (FMI) en el que participan mayoritariamente motoristas con motos que se hicieron durante los años de los Motogiros originales. Este formato se ha exportado también a Estados Unidos donde se creó en 2008 la Motogiro America.

## Estadísticas[10]
| Edición                           | Fecha                     | Recorrido | Clase   | Ganador (Moto)                 | Tiempo           | Velocidad Media |
| --------------------------------- | ------------------------- | --- | ------- | ------------------------------ | ---------------- | --------------- |
| I. Giro Motociclistico d’Italia   | 26. Abril – 3. Mayo 1914  | Milán - Roma - Ancona - Údine - Turín - Milán (2.378 km)                                                                                  | General | Oreste Malvisi (Ariel)         | desconocido      | 39,83 km/h      |
| II. Giro Motociclistico d’Italia  | 3.–9. Abril 1923          | Milán - Roma - Bolonia - Biella - Milán (2.455 km)                                                                                        | General | Guido Mentasti (Moto Guzzi)    | 47 h 40 min 57 s | 51,47 km/h      |
| III. Giro Motociclistico d’Italia | 30. Abril – 4. Mayo 1924  | Milán - Lucca - Roma - Macerata - Milán                                                                                                   | General | Guido Premoli (Sunbeam)        | 40 h 00 min 12s  | desconocido     |
| VI. Giro Motociclistico d’Italia  | 19.–24. Abril 1925        | Milán - La Spezia - Avezzano - Pésaro - Mantua - Milán (2.710 km)                                                                         | General | Attilio Cavalleri (Rudge)      | 51 h 43 min 12 s | 52,26 km/h      |
| V. Giro Motociclistico d’Italia   | 1.–11. Abril 1926         | Milán - Parma - Roma - Perugia - Forlí - Milán (2.229 km)                                                                                 | General | Amedeo Ruggeri (Moto Guzzi)    | 37 h 49 min 16 s | 59,71 km/h      |
| I. Giro d’Italia Motociclistico   | 30. Marzo – 5. Abril 1953 | Bolonia - Roma - Bari - Riccione - Trieste - Milán - Bolonia (2.997 km)                                                                   | 50 cm³  | Giovanetti (Motom)             | 47 h 05 min 31 s | desconocido     |
| I. Giro d’Italia Motociclistico   | 30. Marzo – 5. Abril 1953 | Bolonia - Roma - Bari - Riccione - Trieste - Milán - Bolonia (2.997 km)                                                                   | 75 cm³  | Guido Mariani (Laverda)        | 36 h 57 min 22 s | 81,00 km/h      |
| I. Giro d’Italia Motociclistico   | 30. Marzo – 5. Abril 1953 | Bolonia - Roma - Bari - Riccione - Trieste - Milán - Bolonia (2.997 km)                                                                   | 125 cm³ | Leopoldo Tartarini (Benelli)   | 31 h 08 min 19 s | 96,34 km/h      |
| I. Giro d’Italia Motociclistico   | 30. Marzo – 5. Abril 1953 | Bolonia - Roma - Bari - Riccione - Trieste - Milán - Bolonia (2.997 km)                                                                   | 175 cm³ | Mario Ventura (MV Agusta)      | 31 h 59 min 44 s | desconocido     |
| II. Giro d’Italia Motociclistico  | 3.–11. Abril 1954         | Bolonia - Perugia - Nápoles - Pescara - Riccione - Mestre - Bolzano - Bolonia (3.413 km)                                                  | 75 cm³  | Guido Mariani (Laverda)        | 41 h 30 min 30 s | 82,29 km/h      |
| II. Giro d’Italia Motociclistico  | 3.–11. Abril 1954         | Bolonia - Perugia - Nápoles - Pescara - Riccione - Mestre - Bolzano - Bolonia (3.413 km)                                                  | 100 cm³ | Primo Zanzani (Laverda)        | 39 h 31 min 06 s | 86,44 km/h      |
| II. Giro d’Italia Motociclistico  | 3.–11. Abril 1954         | Bolonia - Perugia - Nápoles - Pescara - Riccione - Mestre - Bolzano - Bolonia (3.413 km)                                                  | 125 cm³ | Leopoldo Tartarini (Benelli)   | 36 h 33 min 06 s | 93,45 km/h      |
| II. Giro d’Italia Motociclistico  | 3.–11. Abril 1954         | Bolonia - Perugia - Nápoles - Pescara - Riccione - Mestre - Bolzano - Bolonia (3.413 km)                                                  | 175 cm³ | Tarquinio Provini (FB-Mondial) | 33 h 53 min 49 s | 100,70 km/h     |
| III. Giro d’Italia Motociclistico | 16.–25. Abril 1955        | Bolonia - Trieste - Padua - Riccione - Pescara - Tarento - Cosenza - Nápoles - Perugia - Bolonia (3.378 km)                               | 75 cm³  | Claudio Galliani (Capriolo)    | 39 h 03 min 01 s | 68,01 km/h      |
| III. Giro d’Italia Motociclistico | 16.–25. Abril 1955        | Bolonia - Trieste - Padua - Riccione - Pescara - Tarento - Cosenza - Nápoles - Perugia - Bolonia (3.378 km)                               | 100 cm³ | Gianni Degli Antoni (Ducati)   | 34 h 44 min 35 s | 98,91 km/h      |
| III. Giro d’Italia Motociclistico | 16.–25. Abril 1955        | Bolonia - Trieste - Padua - Riccione - Pescara - Tarento - Cosenza - Nápoles - Perugia - Bolonia (3.378 km)                               | 125 cm³ | Paolo Campanelli (Benelli)     | 35 h 57 min 59 s | 95,57 km/h      |
| III. Giro d’Italia Motociclistico | 16.–25. Abril 1955        | Bolonia - Trieste - Padua - Riccione - Pescara - Tarento - Cosenza - Nápoles - Perugia - Bolonia (3.378 km)                               | 175 cm³ | Emilio Mendogni (Morini)       | 34 h 19 min 55 s | 98,39 km/h      |
| IV. Giro d’Italia Motociclistico  | 18.–25. Abril 1956        | Bolonia - Údine - Padua - Riccione - L'Aquila - Salerno - Perugia - Montecatini Terme - Bolonia (2.583 km)                                | 75 cm³  | Orlando Ghiro (Ceccato)        | 28 h 48 min 01 s | 89,62 km/h      |
| IV. Giro d’Italia Motociclistico  | 18.–25. Abril 1956        | Bolonia - Údine - Padua - Riccione - L'Aquila - Salerno - Perugia - Montecatini Terme - Bolonia (2.583 km)                                | 100 cm³ | Alberto Gandossi (Ducati)      | 26 h 17 min 14 s | 98,18 km/h      |
| IV. Giro d’Italia Motociclistico  | 18.–25. Abril 1956        | Bolonia - Údine - Padua - Riccione - L'Aquila - Salerno - Perugia - Montecatini Terme - Bolonia (2.583 km)                                | 125 cm³ | Giuliano Maoggi (Ducati)       | 25 h 53 min 22 s | 99,79 km/h      |
| IV. Giro d’Italia Motociclistico  | 18.–25. Abril 1956        | Bolonia - Údine - Padua - Riccione - L'Aquila - Salerno - Perugia - Montecatini Terme - Bolonia (2.583 km)                                | 175 cm³ | Walter Tassinari (Morini)      | 26 h 02 min 16 s | 99,13 km/h      |
| V. Giro d’Italia Motociclistico   | 6.–14. Abril 1957         | Bolonia - Riva del Garda - Abano Terme - Riccione - Arezzo - Perugia - Téramo - Chianciano Terme - Montecatini Terme - Bolonia (2.060 km) | 75 cm³  | Flavio Montesi (Laverda)       | 22 h 53 min 29 s | 89,20 km/h      |
| V. Giro d’Italia Motociclistico   | 6.–14. Abril 1957         | Bolonia - Riva del Garda - Abano Terme - Riccione - Arezzo - Perugia - Téramo - Chianciano Terme - Montecatini Terme - Bolonia (2.060 km) | 100 cm³ | Giuseppe Mandolini (Ducati)    | 21 h 47 min 20 s | 94,46 km/h      |
| V. Giro d’Italia Motociclistico   | 6.–14. Abril 1957         | Bolonia - Riva del Garda - Abano Terme - Riccione - Arezzo - Perugia - Téramo - Chianciano Terme - Montecatini Terme - Bolonia (2.060 km) | 125 cm³ | Antonio Graziano (Ducati)      | 21 h 19 min 21 s | 96,52 km/h      |
| V. Giro d’Italia Motociclistico   | 6.–14. Abril 1957         | Bolonia - Riva del Garda - Abano Terme - Riccione - Arezzo - Perugia - Téramo - Chianciano Terme - Montecatini Terme - Bolonia (2.060 km) | 175 cm³ | Remo Venturi (MV Agusta)       | 19 h 35 min 47 s | 105,12 km/h     |